# Sceau du président des États-Unis
Le sceau du président des États-Unis est le blason officiel de la présidence des États-Unis. Il est fondé sur le grand sceau des États-Unis d'Amérique.
Le premier président américain à utiliser un sceau distinctif pour la présidence est Rutherford Birchard Hayes qui autorisa sa création en 1880. Hayes l'utilisa pour les cartons d'invitation de la Maison-Blanche et sur le drapeau du président où il apparaît alors sur un champ bleu avec quatre étoiles d'or dans chaque coin. Woodrow Wilson fut le premier président à appliquer le sceau présidentiel au service de porcelaine de chine de la Maison-Blanche au lieu d'utiliser le Grand sceau des États-Unis. Harry S. Truman fit redessiner le sceau, ajoutant un cercle d'étoiles et réorientant la tête de l'aigle (en fait un Pygargue à tête blanche confondu avec un aigle de par leur ressemblance physique) vers sa droite, conformant le sceau présidentiel aux règles traditionnelles de l'héraldique. Le fait est qu'il était aussi maintenant tourné vers la branche d'olivier, donc symbolisant ce que les États-Unis étaient en faveur de la paix, fut donné comme explication à ce changement. Ce sceau fut présenté le 26 octobre 1945.

## Symbolisme

Le Grand sceau des États-Unis, au graphisme assez proche.

Le symbolisme du sceau du président des États-Unis est similaire à celui du Grand sceau des États-Unis, les deux sceaux se ressemblant :
- l'oiseau, un pygargue à tête blanche, tient dans son bec le bout d'une bannière qui flotte au-dessus de sa tête avec la citation latine E pluribus unum que l'on traduit par « De plusieurs, un ». Le sens de cette devise est double : suggérant que de plusieurs colonies ou États émergent une nation unique ou que de plusieurs peuples, ethnies et nationalités ont émergé un seul peuple et une seule nation ;
- au-dessus de la bannière, un arc de treize étoiles représentent les 13 États d'origine et au-dessus des étoiles, treize nuages ;
- dans sa serre droite, l'aigle tient une branche d'olivier à treize feuilles, symbole de paix ;
- dans sa serre gauche, l'aigle tient une volée de treize flèches, symbole de la puissance militaire ;
- Les cinquante étoiles sur le cercle extérieur représentent le nombre actuel d'États américains.

## Usage officiel
Le sceau est principalement vu :
- sur le pupitre lors des conférences de presse ou interventions publiques présidentielles  (les mots « Seal of the President of the United States » entourent quelquefois le sceau)
- sur les documents de la Maison-Blanche (les mots Seal of the President of the United States ne sont pas utilisés dans ce cas) ;
- sur le drapeau du président ;
- sur les côtés du fuselage ou de la carrosserie des différents moyens de transport présidentiels : Air Force One, Marine One et les limousines présidentielles et à l'intérieur de ces appareils ;
- sur le verso de la pièce du demi-dollar Kennedy (pour le bicentenaire américain en 1976, il fut remplacé par un dessin de l'Independence Hall mais le sceau présidentiel fut regravé sur ces pièces dès 1977) ;
- à plusieurs endroits de la Maison-Blanche dont :
  - dans le bureau ovale,
    - au centre du tapis elliptique (depuis les années 1970, la tradition veut que chaque nouveau président fasse réaliser un nouveau tapis, le sceau présidentiel y est représenté depuis celui réalisé pour Truman),
    - au centre du plafond (sous une forme stylisée avec une touche d'Art moderne),
    - sur le panneau avant du Resolute desk, le bureau utilisé par la plupart des présidents (avec la tête de l'aigle tournée vers sa droite et les flèches),
    - sur le drapeau du président, toujours présent derrière son bureau,
- fixé au balcon Truman du portique sud de la Maison-Blanche lors des visites d'État ;
- dans le Cross Hall, face au hall d'entrée ;
- gravé en doré sur la vaisselle présidentielle comme les vaisselles Wilson ou Reagan qui sont souvent utilisées lors des dîners d'État.

Comme pour le drapeau américain, des étoiles furent rajoutées avec l'entrée de nouveaux États dans l'Union, la dernière et cinquantième avec l'entrée d'Hawaï en 1959.

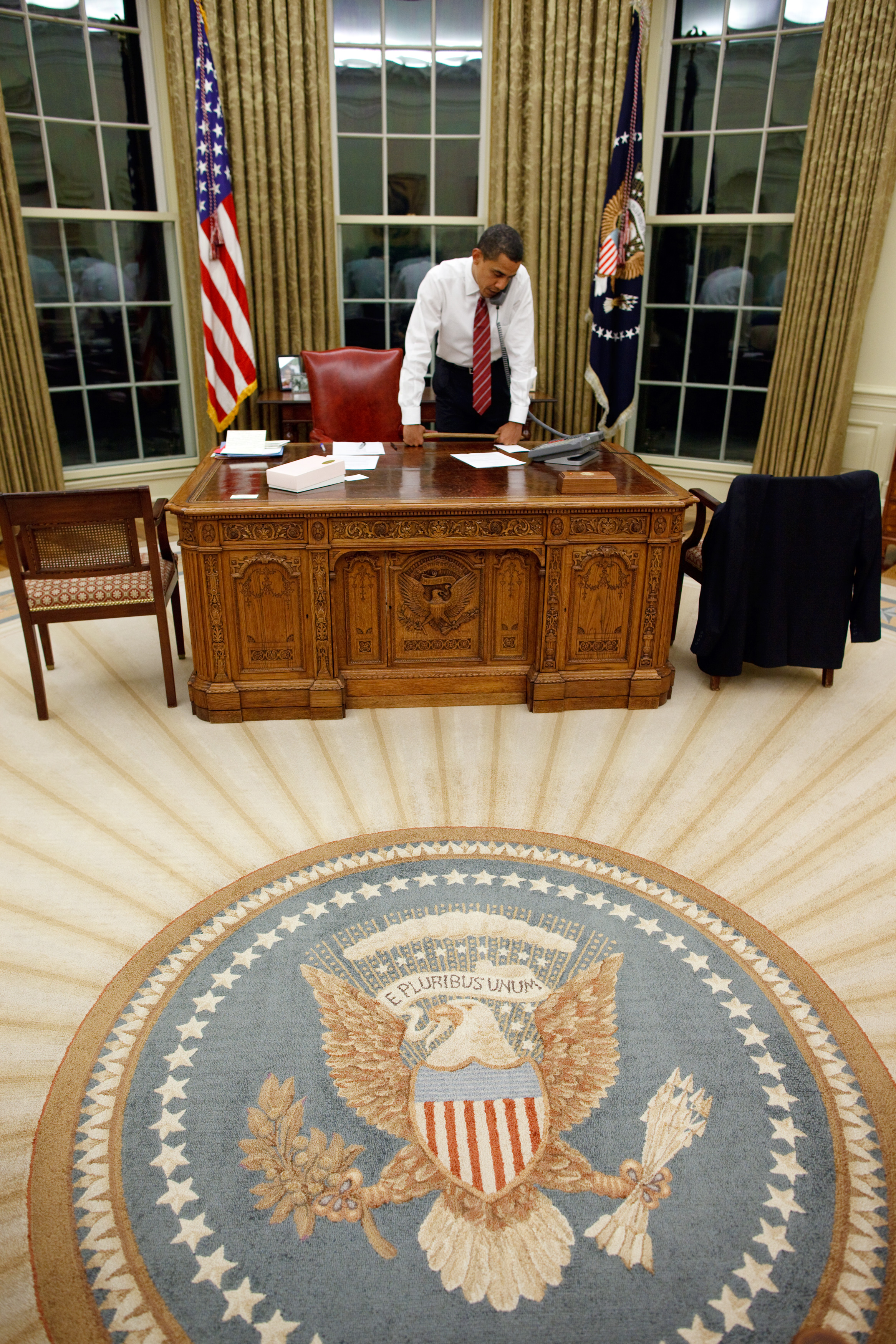
Barack Obama dans le bureau ovale en janvier 2009, quelques jours après son investiture. Le sceau est visible sur le tapis (créé sous l'administration Bush), gravé dans le bois du panneau central du Resolute desk, le bureau utilisé par la plupart des présidents américains et sur le drapeau présidentiel, à gauche derrière le bureau.
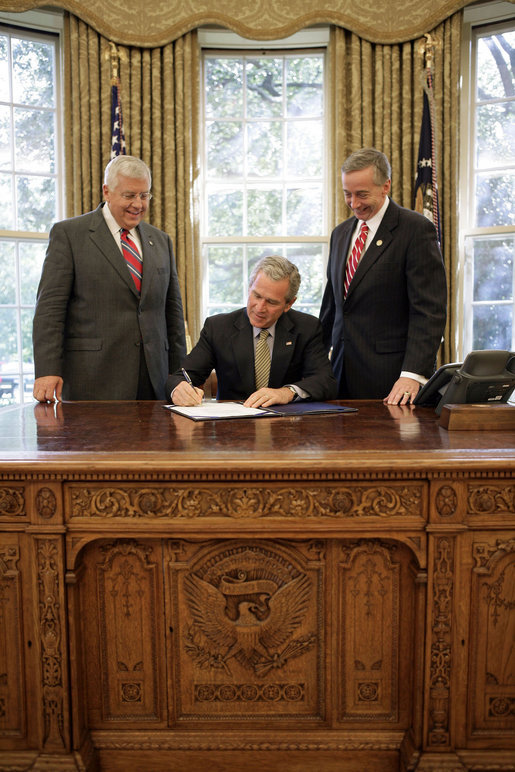
George W. Bush signant une loi sur le Resolute desk. Le sceau est gravé sur le panneau central du bureau. Franklin Delano Roosevelt, handicapé, avait demandé le rajout de ce panneau pour cacher ses jambes appareillées. C'est l'une des trois représentations du sceau présidentiel visibles à la Maison-Blanche avec la tête de l'aigle tourné vers les flèches.
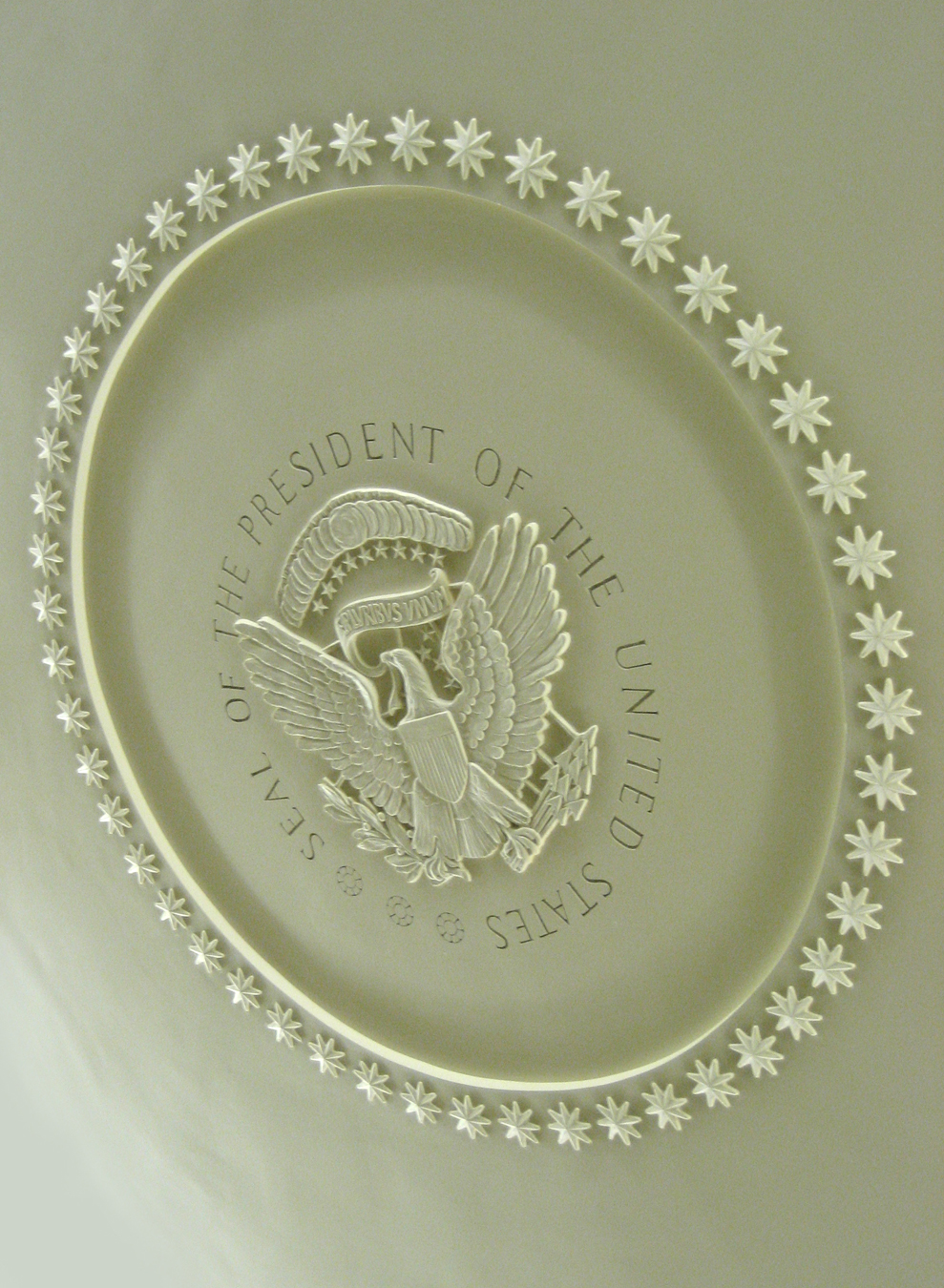
Médaillon gravé dans le plâtre du plafond du bureau ovale. Il présente une forme plus stylisée.
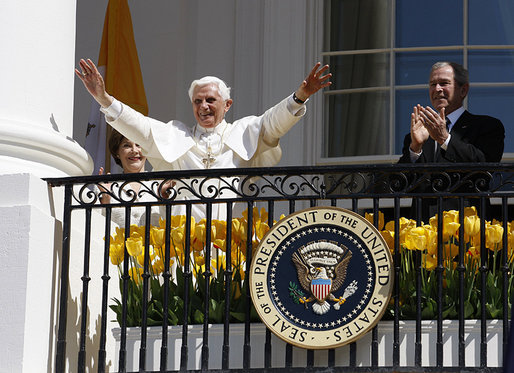
Sur le balcon de la Maison-Blanche lors de la visite du pape Benoît XVI, avec le président George W. Bush et sa femme Laura.
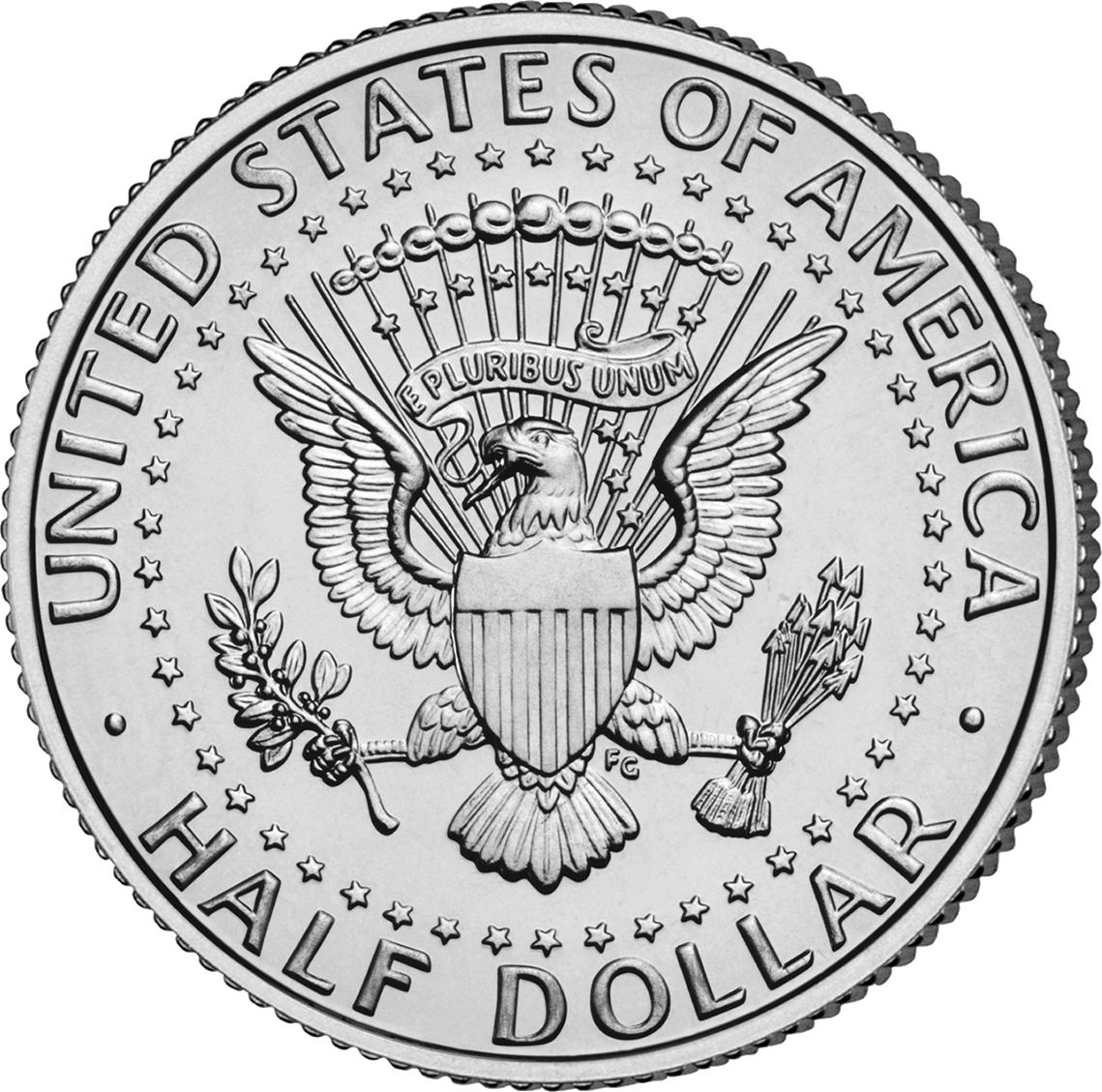
Verso de la pièce du demi-dollar Kennedy, 1964-1975 et depuis 1977.
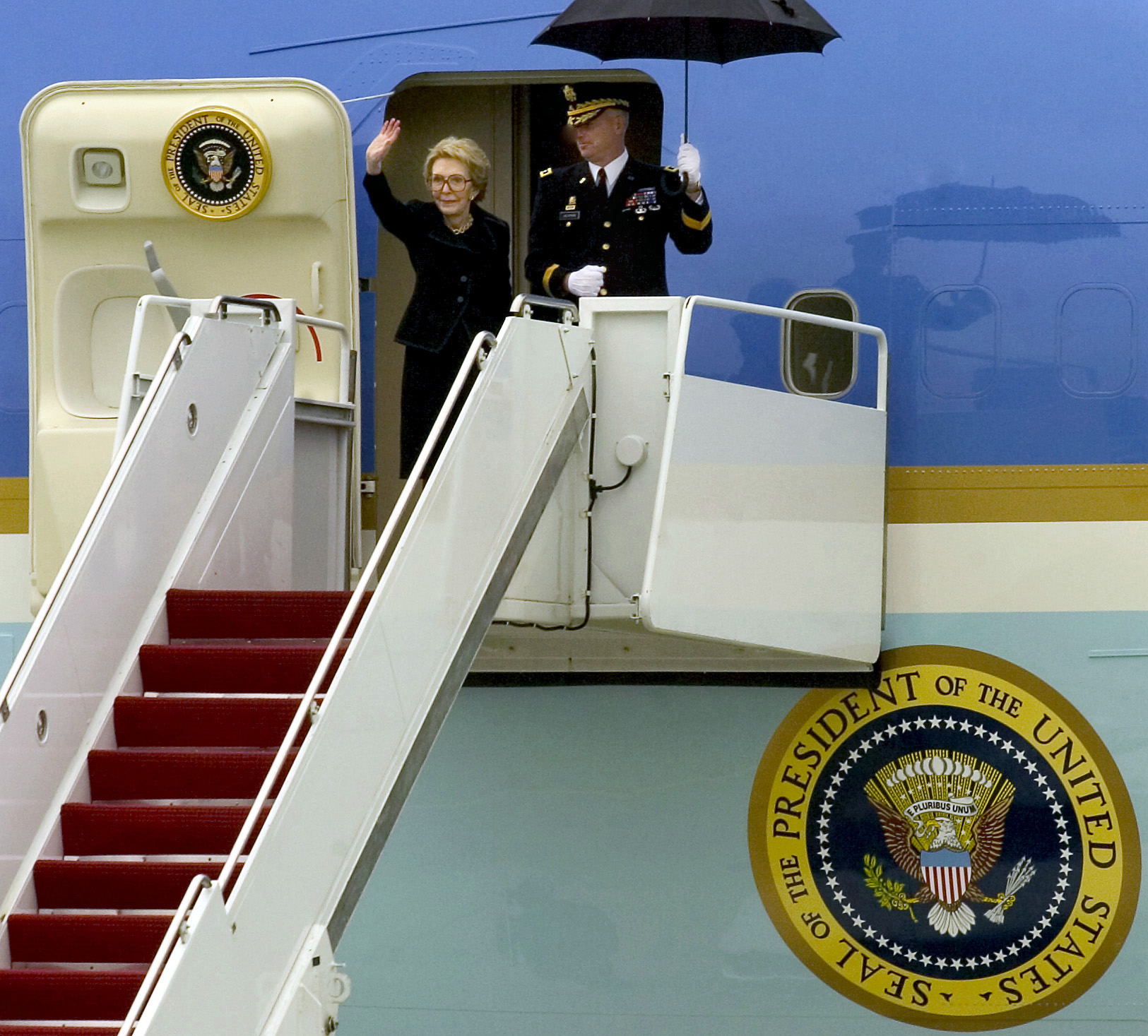
Nancy Reagan repartant en Californie sur Air Force One après les obsèques officielles de son mari, l'ancien président Ronald Reagan. Le sceau figure des deux côtés du fuselage et sur différents blasons dans l'appareil.
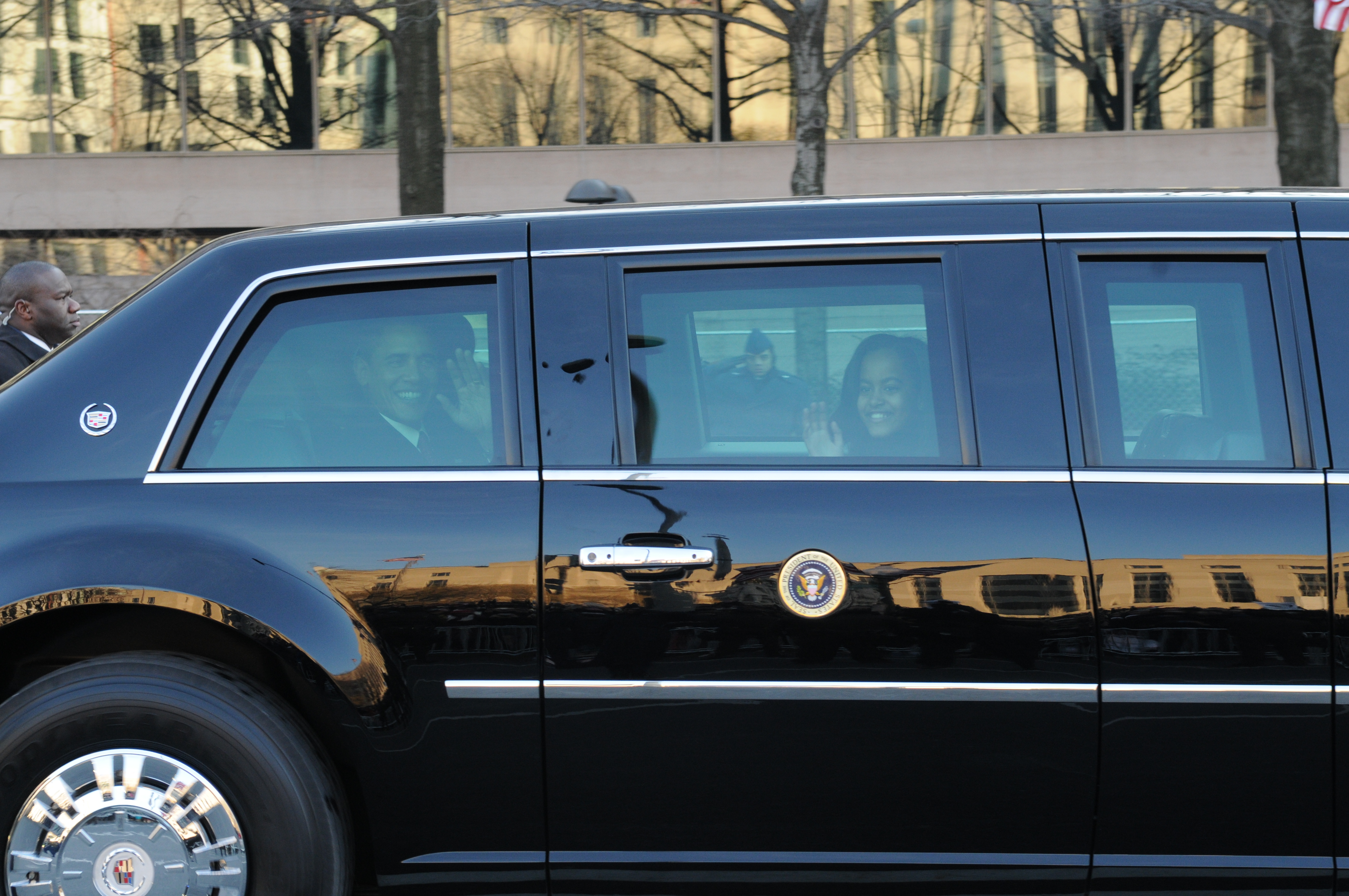
Barack Obama et sa fille aînée Malia saluant la foule à bord de « Cadillac One » lors de la parade sur Pennsylvania Avenue le jour de l'investiture présidentielle le 20 janvier 2009.
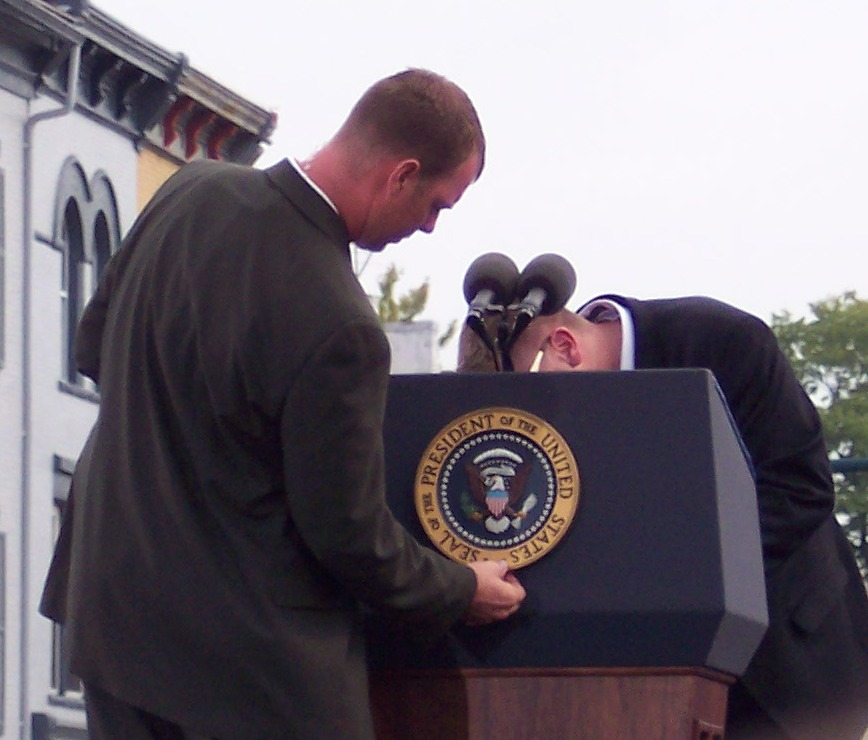
Deux membres de l'Agence des communications de la Maison-Blanche fixent le sceau sur le pupitre.

## Usages non officiels
Les usages non officiels du sceau sont règlementés par le Bureau de graphisme et de calligraphie de la Maison-Blanche et contrôlés par le Conseiller de la Maison-Blanche (White House Counsel). Ainsi en septembre 2005, Grant M. Dixton, associate counsel auprès de George W. Bush, demanda au journal satirique The Onion de retirer le sceau de son site Internet,. Le Bureau du graphisme et de la calligraphie acceptera son utilisation pour des cadeaux officiels comme pour l'étui à cigarette en argent présenté comme un cadeau à Franklin Delano Roosevelt.
Le sceau est quelquefois utilisé dans une forme modifiée comme un outil commercial ou politique. Le groupe punk les Ramones utilisa une variation personnelle du sceau comme logo, remplaçant les flèches par une batte de baseball et le texte « Seal of the President of the United States »  par le nom des membres du groupe. Blink-182 et d'autres groupes utilisèrent aussi le logo sur des T-shirts. Quelques marques de mode (principalement pour adolescents) ont aussi utilisé le logo pour des accessoires comme des sacs. Le menu de tous les DVDs de la série À la Maison-Blanche contiennent une version altérée du sceau.
Le sceau du président, dans une forme modifiée a été quelquefois utilisé aussi à des fins commerciales. En général, l'usage commercial du sceau est interdit par la Section 18, USC 713 de l'United States Code, cependant le Secret Service (chargé de la protection du président) est autorisé à utiliser la représentation du sceau pour des levées de fonds pour ses œuvres humanitaires.

## Légende urbaine
Une légende urbaine laisse croire que le sceau est modifié en période de guerre avec la tête de l'aigle tournée alors vers les flèches. Cette croyance vient peut-être du fait que les changements importants du sceau se soient fortuitement produits avant ou après des guerres. Cette croyance infondée vient peut-être aussi des commentaires de Winston Churchill qui, avec humour, se moqua de la nouvelle conception du sceau par Harry Truman, déclarant : « Monsieur le président, avec le plus grand respect, j'aurais préféré que le cou de l'aigle américain soit monté sur pivot, pour qu'il puisse se tourner face au rameau d'olivier ou face aux flèches, suivant la situation. »
L'aigle n'a la tête tournée vers les flèches que dans trois représentations du sceau à la Maison-Blanche : sur le panneau du Resolute desk, au-dessus de la porte du salon de réception des diplomates et gravée sur l'un des murs extérieurs de l'aile Est de la Maison-Blanche